# Condado de Kidder
O Condado de Kidder é um dos 53 condados do Estado americano da Dakota do Norte. A sede do condado é Steele, e sua maior cidade é Steele. O condado possui uma área de 3 712 km² (dos quais 213 km² estão cobertos por água), uma população de 2 753 habitantes, e uma densidade populacional de 0,8 hab/km² (segundo o censo nacional de 2000).